# Stoły (przełęcz)
Stoły (ukr. Столи) – przełęcz w Karpatach ukraińskich, w Gorganach. Położona w granicach rejonu nadwórniańskiego obwodu iwanofrankiwskiego, na północny zachód od wsi Polanica.
Wysokość przełęczy to 1130 m. Przełęcz jest dostępna pieszo, położona w międzygórskim siodle, między górnymi biegami rzeki Doużyniec (prawy dopływ Bystrzycy Nadwórniańskiej) i potoku Hnilica (lewy dopływ Prutca Jabłonieckiego, dorzecze Prutu). Z przełęczy prowadzą ścieżki w kilka kierunków: na Doboszankę i Syniak (na północ), do wsi Rafajłowa (na północny zachód), do wsi Polanica i ośrodka Bukowel (na południowy wschód) oraz na połoninę Douhą (1354,9 m, na południowy zachód).
Przełęcz położona jest w najbardziej południowym punkcie rezerwatu „Gorgany”.